# Grupo 5 de Astronautas da NASA

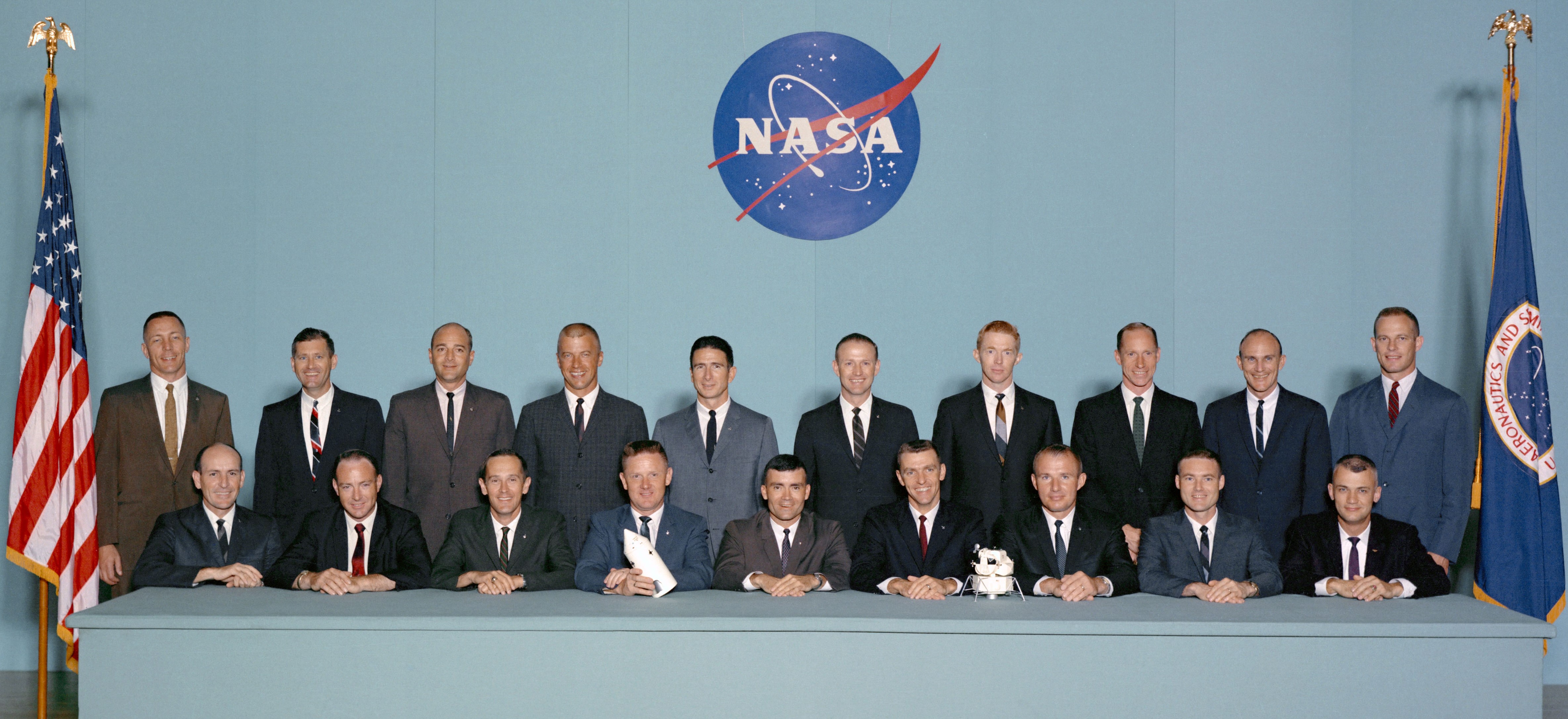
Os astronautas em 1966. Em pé: Swigert, Pogue, Evans, Weitz, Irwin, Carr, Roosa, Worden, Mattingly e Lousma. Sentados: Givens, Mitchell, Duke, Lind, Haise, Engle, Brand, Bull e McCandless.

O Grupo 5 de Astronautas da NASA, também chamado de Os 19 Originais,  foi um grupo de astronautas selecionado pela Administração Nacional da Aeronáutica e Espaço (NASA) para integrarem o programa espacial dos Estados Unidos. Foi o quinto grupo de astronautas da NASA e foram anunciados em 4 de abril de 1966. Os dezenove eram Vance Brand, John Bull, Gerald Carr, Charles Duke, Joe Engle, Ronald Evans, Edward Givens, Fred Haise, James Irwin, Don Lind, Jack Lousma, Ken Mattingly, Bruce McCandless, Edgar Mitchell, William Pogue, Stuart Roosa, John Swigert, Paul Weitz e Alfred Worden.
A necessidade de um novo grupo de astronautas veio em meados de 1966, quando a NASA começou a planejar seu futuro para depois do Programa Apollo, percebendo a necessidade de um maior número de astronautas. Os critérios de seleção foram praticamente os mesmos aplicados na escolha do Grupo 3 em 1963, com tanto militares e civis podendo se candidatar. Os candidatos foram avaliados por um painel de seleção e seu número gradualmente reduzido até que 44 foram convocados para exames médicos, testes e entrevistas. Destes, dezenove foram escolhidos para tornarem-se astronautas.
O grupo como um todo pode ser dividido em aqueles que voaram no Programa Apollo e o resto que voou nos programas Skylab e Ônibus Espacial. Desse grupo, Duke, Irwin e Mitchell caminharam sobre a superfície lunar, enquanto Evans, Haise, Mattingly, Roosa, Swigert e Worden voaram para a Lua. Bull aposentou-se sem ir ao espaço por motivos de saúde, enquanto Givens morreu em um acidente de carro. Carr, Pogue, Lousma e Weitz participaram da Skylab, com estes dois últimos também tendo voado no Ônibus Espacial junto com o restante do grupo, que formaram os primeiros comandantes do programa.

## Astronautas
| Imagem | Nome                    | Nascimento              | Falecimento            | Carreira | ref    |
| ------ | ----------------------- | ----------------------- | ---------------------- | --- | ------ |
|        | Vance D. Brand          | 9 de maio de 1931       |                        | Nascido em Longmont, Colorado, formou-se em 1953 na Universidade do Colorado com um bacharelato em negócios e entrou na Força Aérea. Deixou o serviço ativo em 1957, mas continuou na Reserva do Corpo de Fuzileiros Navais e na Guarda Aérea Nacional até 1964. Conquistou um bacharelato em engenharia aeronáutica em 1960 pela Universidade do Colorado. Entrou na Lockheed Corporation como engenheiro de testes de voo e cursou a Escola de Pilotos de Teste Navais, formando-se em 1963. No ano seguinte adquitiu um mestrado em administração de negócios pela Universidade da Califórnia em Los Angeles. Fez seu primeiro voo espacial em julho de 1975 como piloto do módulo de comando da Apollo-Soyuz, a primeira missão conjunta de Estados Unidos e União Soviética. Depois comandou três missões do ônibus espacial: STS-5 no Columbia em novembro de 1982, STS-41-B no Challenger em fevereiro de 1984 e STS-35 no Columbia em dezembro de 1990. Aposentou-se como astronauta em 1992. Em seguida foi chefe de planejamento no Avião Nacional Aeroespacial e depois ocupou diversas posições no Centro de Pesquisa de Voo Dryden. Aposentou-se da NASA em 2008.                                | [ 1 ]  |
|        | John S. Bull            | 25 de setembro de 1934  | 11 de agosto de 2008   | Nascido em Memphis, Tennessee, formou-se em 1957 com um bacharelato de engenharia mecânica pela Universidade Rice e entrou na Marinha. Formou-se em 1964 na Escola de Pilotos de Teste Navais. Aposentou-se como astronauta em 1968 antes de ser designado para uma missão devido a problemas pulmonares. Conquistou um mestrado em 1971 e doutorado em 1973 em engenharia aeronáutica pela Universidade Stanford. Trabalhou no Centro de Pesquisa Ames de 1973 a 1985 e então foi gerente de programas de pesquisa. Aposentou-se da NASA em 1989. | [ 2 ]  |
|        | Gerald P. Carr          | 22 de agosto de 1932    | 26 de agosto de 2020   | Nascido em Denver, Colorado, entrou na Marinha em 1949. Formou-se em 1954 com um bacharelato em engenharia mecânica pela Universidade do Sul da Califórnia e foi para o Corpo de Fuzileiros Navais. Conquistou um bacharelato em engenharia aeronáutica em 1961 pela Escola de Pós-Graduação Naval e um mestrado no ano seguinte pela Universidade de Princeton. Participou do desenvolvimento do Veículo Explorador Lunar e fez seu único voo espacial de novembro de 1973 a fevereiro de 1974 como comandante da Skylab 4, batendo na época o recorde de voo espacial mais longo na história com 84 dias. Também realizou três atividades extraveiculares para um total de quinze horas. Aposentou-se dos Fuzileiros em 1975 e da NASA em 1977. | [ 3 ]  |
|        | Charles M. Duke Jr.     | 3 de outubro de 1935    |                        | Nascido em Charlotte, Carolina do Norte, formou-se em 1957 com um bacharelato de ciências pela Academia Naval dos Estados Unidos e entrou na Força Aérea. Conquistou um mestrado em aeronáutica pelo Instituto de Tecnologia de Massachusetts em 1964. No ano seguinte formou-se na Escola de Pilotos de Teste da Força Aérea. Fez seu único voo espacial em abril de 1972 como piloto do módulo lunar da Apollo 16, tornando-se a décima e mais jovem pessoa a pisar na superfície da Lua. Aposentou-se da NASA em 1975 e da Força Aérea em 1986. | [ 4 ]  |
|        | Joe H. Engle            | 26 de agosto de 1932    |                        | Nascido no Condado de Dickinson, Kansas, formou-se em 1956 com um bacharelato em engenharia aeronáutica pela Universidade do Kansas e entrou na Força Aérea. Formou-se na Escola de Pilotos de Teste da Força Aérea em 1961 e na Escola de Pilotos de Pesquisa Aeroespacial em 1963. Voou um X-15 para uma altura de mais de 85 quilômetros em junho de 1965, tornando-se o piloto mais jovem a se qualificar como astronauta. Outros três voos seus no X-15 excederam uma altitude de oitenta quilômetros. Foi inicialmente designado como piloto do módulo lunar da Apollo 17, porém foi substituído na tripulação depois de cortes orçamentários no programa espacial. Participou dos Testes de Aproximação e Aterrissagem no ônibus espacial Enterprise em junho, setembro e outubro de 1977. Foi comandante da STS-2 no Columbia em novembro de 1981 e da STS-51-I no Discovery em agosto de 1985. Aposentou-se da NASA e da Força Aérea em 1986. | [ 5 ]  |
|        | Ronald E. Evans Jr.     | 10 de novembro de 1933  | 7 de abril de 1990     | Nascido em St. Francis, Kansas, formou-se em 1956 com um bacharelato em engenharia elétrica pela Universidade do Kansas e entrou na Marinha. Conquistou um mestrado em engenharia aeronáutica pela Escola de Pós-Graduação Naval em 1964. Fez seu único voo espacial em dezembro de 1972 como piloto do módulo de comando da Apollo 17, a última missão de alunissagem do Programa Apollo. Durante a missão, realizou uma atividade extraveicular de pouco mais de uma hora de duração. Aposentou-se da Marinha em 1976 e da NASA no ano seguinte. | [ 6 ]  |
|        | Edward G. Givens Jr.    | 5 de janeiro de 1930    | 6 de junho de 1967     | Nascido em Quanah, Texas, formou-se em 1952 com um bacharelato em ciências navais pela Academia Naval dos Estados Unidos e entrou na Força Aérea. Formou-se em 1958 na Escola Experimental de Voo de Pilotos de Teste e em 1963 da Escola de Pilotos de Pesquisa Aeroespacial. Morreu em junho de 1967 em um acidente automobilístico antes de ser designado para uma missão. | [ 7 ]  |
|        | Fred W. Haise Jr.       | 14 de novembro de 1933  |                        | Nascido em Biloxi, Mississippi, e entrou no programa Cadete de Aviação Naval em 1952. Fez parte do Corpo de Fuzileiros Navais de 1954 a 1956, em seguida integrando a Guarda Aérea Nacional de Oklahoma entre 1957 e 1959. Formou-se em 1959 com um bacharelato em engenharia aeronáutica pela Universidade de Oklahoma. Trabalhou como piloto de pesquisa no Centro de Pesquisa Lewis da NASA e brevemente serviu na Guarda Aérea Nacional de Ohio. Formou-se na Escola de Pilotos de Pesquisa Aeroespacial em 1965. Foi para o espaço a primeira e única vez em abril de 1970 como piloto do módulo lunar da Apollo 13, programado para pisar na Lua, porém a alunissagem foi abortada devido a uma explosão no tanque de combustível. Voou nos Testes de Aproximação e Aterrissagem no ônibus espacial Enterprise de julho a outubro de 1977. Aposentou-se da NASA em 1979. | [ 8 ]  |
|        | James B. Irwin          | 17 de março de 1930     | 8 de agosto de 1991    | Nascido em Pittsburgh, Pensilvânia, formou-se em 1951 com um bacharelato em ciências navais pela Academia Naval dos Estados Unidos e entrou na Força Aérea. Conquistou um mestrado em engenharia aeronáutica e engenharia de instrumentação pela Universidade de Michigan em 1957. Formou-se na Escola Experimental de Voo de Pilotos de Teste em 1961 e na Escola de Pilotos de Pesquisa Aeroespacial em 1963. Fez seu único voo espacial em julho de 1971 como piloto do módulo lunar da Apollo 15, tornando-se a oitava pessoa a pisar na superfície lunar. Se aposentou da Força Aérea e da NASA no ano seguinte. | [ 9 ]  |
|        | Don L. Lind             | 18 de maio de 1930      | 30 de agosto de 2022   | Nascido em Midvale, Utah, formou-se em 1953 com um bacharelato em ciências pela Universidade de Utah e entrou na na Marinha no ano seguinte. Deixou o serviço ativo em 1957, porém continuou na reserva até 1969. Trabalhou no Laboratório Nacional Lawrence Berkeley e conquistou um doutorado em física nuclear pela Universidade da Califórnia em Berkeley em 1964. No mesmo ano foi trabalhar no Centro de Voos Espaciais Goddard da NASA. Seu único voo espacial ocorreu em abril de 1985, quando atuou como especialista de carga na STS-51-B, a bordo do ônibus espacial Challenger. Se aposentou da NASA em 1986. | [ 10 ] |
|        | Jack R. Lousma          | 29 de fevereiro de 1936 |                        | Nascido em Grand Rapids, Michigan, formou-se em 1959 com um bacharelato em engenharia aeronáutica pela Universidade de Michigan e entrou no Corpo de Fuzileiros Navais. Conquistou um mestrado em engenharia aeronáutica pela Escola de Pós-Graduação Naval em 1965. Foi para o espaço a primeira vez em julho de 1973 como piloto da Skylab 3, permanecendo em órbita até setembro. Retornou ao espaço em março de 1982 como comandante da missão STS-3 a bordo do ônibus espacial Columbia. Aposentou-se da NASA e do Corpo de Fuzileiros em 1986. | [ 11 ] |
|        | T. Kenneth Mattingly II | 17 de março de 1936     |                        | Nascido em Chicago, Illinois, formou-se em 1958 com um bacharelato em engenharia aeronáutica pela Universidade de Auburn e entrou na Marinha. Formou-se na Escola Experimental de Pilotos de Teste em 1965 e na Escola de Pilotos de Pesquisa Aeroespacial no ano seguinte. Foi originalmente designado como o piloto do módulo de comando da Apollo 13, porém foi removido da tripulação três dias antes do lançamento por ter sido exposto a rubéola. Foi para o espaço a primeira vez em abril de 1972 como piloto do módulo de comando da Apollo 16, realizando uma atividade extraveicular de uma hora em espaço profundo. De 1973 a 1978 trabalhou no Escritório dos Astronautas em apoio ao programa Sistema de Transporte Espacial, depois gerente do Programa de Teste de Voos Orbitais entre 1978 e 1979 e chefiou o grupo de ascensão/entrada do Escritório dos Astronautas até 1981. Retornou ao espaço em junho de 1982 a bordo do Columbia como comandante da STS-4, o último voo teste do ônibus espacial. Em janeiro de 1985 comandou a STS-51-C no Discovery, a primeira missão com um carregamento do Departamento de Defesa dos Estados Unidos. Aposentou-se da NASA e da Marinha em 1985. | [ 12 ] |
|        | Bruce McCandless II     | 8 de junho de 1937      | 21 de dezembro de 2017 | Nascido em Boston, Massachusetts, formou-se em 1958 com um bacharelato em ciências pela Academia Naval dos Estados Unidos e entrou na Marinha. Conquistou um mestrado em engenharia elétrica pela Universidade Stanford em 1965. Foi para o espaço a primeira vez em fevereiro de 1984 como especialista de missão da STS-41-B a bordo do Challenger, quando realizou a primeira atividade extraveicular sem cordão umbilical da história. Conseguiu um doutorado em 1987 em administração de negócios pela Universidade de Houston–Clear Lake. Voltou ao espaço em abril de 1990 como especialista de missão a bordo do Discovery na STS-31, missão que colocou o Telescópio Espacial Hubble em órbita. Aposentou-se da NASA e da Marinha em 1990. | [ 13 ] |
|        | Edgar D. Mitchell       | 17 de setembro de 1930  | 4 de fevereiro de 2016 | Nascido em Hereford, Texas, formou-se em 1952 com um bacharelato em gerenciamento industrial pela Universidade Carnegie Mellon e entrou na Marinha. Conquistou um bacharelato em aeronáutica pela Escola de Pós-Graduação Naval em 1961 e um doutorado em aeronáutica e astronáutica em 1964 pelo Instituto de Tecnologia de Massachusetts. De 1964 a 1965 foi chefe da Divisão de Gerenciamento de Projeto pelo escritório de campo da marinha para o projeto do Laboratório Orbital Tripulado. Formou-se em 1966 na Escola de Pilotos de Pesquisa Aeroespacial. Fez seu único voo espacial em janeiro de 1971 como piloto do módulo lunar da Apollo 14, quando tornou-se a sexta pessoa a pisar na superfície da Lua. Aposentou-se da NASA e da Marinha em 1972. | [ 14 ] |
|        | William R. Pogue        | 23 de janeiro de 1930   | 3 de março de 2014     | Nascido em Okemah, Oklahoma, formou-se em 1951 com um bacharelato em educação pela Universidade Batista de Oklahoma e entrou na Força Aérea, lutando na Guerra da Coreia. Conquistou um mestrado em matemática pela Universidade Estadual de Oklahoma em 1960. Formou-se em 1963 na Escola Imperial de Pilotos de Teste na Inglaterra e em seguida tornou-se instrutor da Escola de Pilotos de Teste da Força Aérea. Sua única ida ao espaço foi entre novembro de 1973 e fevereiro de 1974, quando atuou como piloto da Skylab 4. Aposentou-se da NASA e da Força Aérea em 1975. | [ 15 ] |
|        | Stuart A. Roosa         | 16 de agosto de 1933    | 12 de dezembro de 1994 | Nascido em Durango, Colorado, juntou-se ao Serviço Florestal, atuando como paraquedista. Depois entrou na Força Aérea em 1953. Conquistou um bacharelato em engenharia aeronáutica pela Universidade do Colorado em 1960. Formou-se na Escola de Pilotos de Pesquisa Aeroespacial em 1965. Foi para o espaço uma única vez, entre janeiro e fevereiro de 1971, como piloto do módulo de comando da Apollo 14. Participou do Programa Ônibus Espacial até se aposentar da NASA e da Força Aérea em 1976. | [ 16 ] |
|        | John L. Swigert Jr.     | 30 de agosto de 1931    | 27 de dezembro de 1982 | Nascido em Denver, Colorado, formou-se em 1953 com um bacharelato em engenharia mecânica pela Universidade do Colorado e entrou na Força Aérea. Deixou o serviço ativo em 1956 e serviu na Guarda Aérea Nacional de Massachusetts de 1967 a 1960 e em seguida na Guarda Aérea Nacional de Connecticut até 1965. Conquistou um mestrado em ciência aeroespacial pelo Instituto Politécnico Rensselaer em 1965 e um mestrado em administração de negócios pela Universidade de Hartford. Foi originalmente designado o piloto do módulo de comando reserva da Apollo 13, porém foi promovido para a tripulação principal três dias antes do lançamento. A missão precisou ser abortada em abril de 1970 pela explosão de um tanque de combustível. Foi depois designado como piloto do módulo de comando da Apollo–Soyuz, porém foi removido da tripulação devido ao incidente dos envelopes postais da Apollo 15. Aposentou-se da NASA em 1977 e entrou na política. | [ 17 ] |
|        | Paul J. Weitz           | 25 de julho de 1932     | 22 de outubro de 2017  | Nascido em Erie, Pensilvânia, formou-se em 1954 com um bacharelato em engenharia aeronáutica pela Universidade Estadual da Pensilvânia e entrou na Marinha. Conquistou um mestrado em engenharia aeronáutica pela Escola de Pós-Graduação Naval em 1964 e realizou missões de combate na Guerra do Vietnã. Foi ao espaço pela primeira vez como piloto da Skylab 2, permanecendo em órbita entre maio e junho de 1973. Retornou ao espaço pela última vez em abril de 1983, quando comandou a STS-6, o voo inaugural do ônibus espacial Challenger. Atuou como vice-diretor do Centro Espacial Johnson e se aposentou da NASA em 1994. | [ 18 ] |
|        | Alfred M. Worden        | 7 de fevereiro de 1932  | 18 de março de 2020    | Nascido em Jackson, Michigan, formou-se em 1955 com um bacharelato em ciência militar pela Academia Militar dos Estados Unidos e entrou na Força Aérea. Conquistou um mestrado em engenharia aeronáutica e astronáutica e engenharia instrumental pela Universidade de Michigan em 1963. Formou-se em 1965 na Escola Imperial de Pilotos de Teste e na Escola de Pilotos de Pesquisa Aeroespacial, tornando-se instrutor nesta. Foi ao espaço uma única vez, como piloto do módulo de comando da Apollo 15 de julho a agosto de 1971. Depois trabalhou em diferentes postos administrativos no Centro de Pesquisa Ames entre 1972 e 1975, quando se aposentou da NASA e da Força Aérea. | [ 19 ] |